# Les Insoumises
Cet article possède un paronyme, voir L'Insoumise (homonymie).
Pour plus de détails, voir Fiche technique et Distribution.
Les Insoumises est un film français réalisé par René Gaveau, sorti en 1956.

## Synopsis
Au bout d'un chemin, sur les bords de la Loire près de la ville de Blois, apparaît le domaine de Bussanges, majestueuse demeure seigneuriale implantée dans un parc magnifiquement entretenu. La face sud du château agrémentée d'une terrasse affectionnée par la douairière, se tient la marquise dans un fauteuil de jardin, qui occupe ses journées à inspecter le parc à l'aide de jumelle de marine, et de tirer sur les corbeaux avec un fusil. Elisabeth au fond du parc peint, vaque à son occupation favorite, tandis que Sylvie juchée sur son cheval arrive après une longue promenade dans les bois. Les trois demoiselles veuves, élevées dans la tradition familiale et la religion se rejoignent dans le salon pour, dans une atmosphère pesante, converser de la propriété qu'il faut absolument préserver en faisant un beau mariage. 
Soudain on entend dans le couloir des exclamations et un brouhaha confus. La porte s'ouvre devant un père missionnaire qu'escorte les vieux domestiques, Hortense, le vieux jardinier et le concierge, nés tous les trois dans les fermes dépendantes du domaine.

Le jeune Patrick rebuté par la raideur de sa grand-mère et l'attitude rébarbative de sa tante Sylvie se jeta dans les bras de ce nouveau venu, apprécié pour son aimable simplicité et qui de surcroît est la seule présence masculine dans la propriété.
Le bruit d'une collision rompt soudainement le silence. 
Un accident d'auto sur la route en dehors de la propriété.

## Fiche technique
- Titre : Les Insoumises
- Anciens titres : Quatre veuves (09/11/1955) et Le Château des 4 veuves (21/03/1956)
- Réalisation : René Gaveau
- Scénario : Jacques Chabannes et Claude Dolbert
- Musique : Marcel Landowski
- Production : U.E.C. pour Générale Productions-S.N.C,
- Distribution d'origine :  U.P.F.
- Pays d'origine :  France
- Format : Couleurs (Noir et Blanc) - son Monophonique
- Genre : drame
- Durée : 93 minutes
- Date de sortie : 1956 (Paris)
- Immatriculation au Registre Public de la Cinématographie : n° 17629 du 09/11/1955

## Distribution
- Odile Versois : Hélène
- Maurice Teynac : René
- Jany Holt : Sylvie
- Jacques Berthier : Gilbert
- Lucienne Le Marchand : La Marquise
- Jim Gérald : Père Hector
- Pauline Carton : La bonne
- Élisa Lamothe : Élisabeth